# ماركوس توراندت
ماركوس توراندت (بالألمانية: Markus Thorandt)‏ (1 أبريل 1981 بآوغسبورغ في ألمانيا - ) هو لاعب كرة قدم ألماني في مركز الوسط. لعب مع ميونخ 1860 ونادي آوغسبورغ ونادي سانت باولي.

## وصلات خارجية
- ماركوس توراندت على موقع قاعدة بيانات كرة القدم.إي يو (الإنجليزية)
- ماركوس توراندت على موقع بيانات كرة القدم. دي إي (الألمانية)
- ماركوس توراندت على موقع Soccerway.com (الإنجليزية)
- ماركوس توراندت على موقع عالم كرة القدم.نت (الإنجليزية)